# Catane (okręg Ardżesz)
Catane – wieś w Rumunii, w okręgu Ardżesz, w gminie Lunca Corbului. W 2011 roku liczyła 420 mieszkańców.